# Гуково
Гуково (на руски: Гуково) е град, разположен в Ростовска област, Русия. Населението му към 1 януари 2018 година е 64 869 души.